# Patricia Taea
Patricia Nooroa "Pat" Taea (ur. 25 maja 1993 na wyspie Rarotonga) – lekkoatletka z Wysp Cooka specjalizująca się w biegach na krótkich dystansach, olimpijka z Londynu i Rio de Janeiro.

## Przebieg kariery
W wieku młodzieżowym startowała w konkursach skoku w dal oraz rzutu oszczepem. W tych konkurencjach wywalczyła wiele medali mistrzostw Oceanii juniorów, w tym złoty medal mistrzostw do lat 20 w 2010 roku (w konkurencji rzutu oszczepem). Po raz pierwszy w konkursach biegowych rozgrywanych w ramach zawodów międzynarodowych startowała w 2010, biorąc udział m.in. w mistrzostwach świata juniorów i igrzyskach Wspólnoty Narodów. W 2011 zaś po raz pierwszy wzięła udział w mistrzostwach świata seniorów, na których wystartowała w konkurencji biegu na 100 metrów. Odpadła w fazie eliminacji, zajmując 8. pozycję z czasem 12,63.
W 2012 reprezentowała swój kraj na letniej olimpiadzie w Londynie. Na igrzyskach startowała w konkursie biegu na 100 metrów – odpadła już w fazie preeliminacji, zajmując w swej kolejce 3. pozycję z czasem 12,47. Była jedną z reprezentantek Wysp Cooka także na olimpiadzie w Rio de Janeiro. Zawodniczka startowała w konkursie biegu na 100 metrów, odpadła z dalszej rywalizacji w fazie eliminacji, zajmując w swej kolejce 7. pozycję z rezultatem czasowym 12,41. Po raz ostatni w zawodach międzynarodowych wystartowała 10 kwietnia 2018, w ramach igrzysk Wspólnoty Narodów wystartowała w konkurencji biegu na 200 metrów i odpadła w eliminacjach po zajęciu 7. pozycji w swojej kolejce.
W karierze wywalczyła trzy medale mistrzostw Oceanii. W 2011 zdobyła brązowy medal w rzucie oszczepem, w 2013 srebrny medal w konkurencji biegu na 100 metrów, natomiast w 2014 brązowy medal w konkurencji biegu na 100 metrów.

## Osiągnięcia
| Rok     | Zawody                      | Miasto         | Miejsce | Konkurencja         | Wynik |
| ------- | --------------------------- | -------------- | ------- | ------------------- | ----- |
| 2010    | Mistrzostwa świata juniorów | Moncton        | 6. H    | bieg na 100 m       | 13,05 |
| 2010    | Igrzyska Wspólnoty Narodów  | Nowe Delhi     | 7. H    | bieg na 100 m       | 13,10 |
| 2011    | Mistrzostwa świata          | Daegu          | 8. H    | bieg na 100 m       | 12,63 |
| 2011    | Igrzyska Pacyfiku           | Numea          | 7.      | bieg na 100 m       | 12,60 |
| 2012    | Halowe mistrzostwa świata   | Stambuł        | 6. H    | bieg na 60 m (hala) | 8,06  |
| 2012    | Letnie igrzyska olimpijskie | Londyn         | 3. PE   | bieg na 100 m       | 12,47 |
| 2013    | Mistrzostwa świata          | Moskwa         | 6. H    | bieg na 100 m       | 12,39 |
| 2014    | Halowe mistrzostwa świata   | Sopot          | 6. H    | bieg na 60 m (hala) | 7,93  |
| 2014    | Igrzyska Wspólnoty Narodów  | Glasgow        | 8. H    | bieg na 100 m       | 12,68 |
| 2014    | Igrzyska Wspólnoty Narodów  | Glasgow        | 7. H    | bieg na 200 m       | 26,14 |
| 2015    | Igrzyska Pacyfiku           | Port Moresby   | 7.      | bieg na 100 m       | 12,82 |
| 2015    | Igrzyska Pacyfiku           | Port Moresby   | 6.      | bieg na 200 m       | 26,02 |
| 2015    | Mistrzostwa świata          | Pekin          | 8. H    | bieg na 100 m       | 12,34 |
| 2016    | Halowe mistrzostwa świata   | Portland       | 7. H    | bieg na 60 m (hala) | 7,95  |
| 2016    | Letnie igrzyska olimpijskie | Rio de Janeiro | 7. H    | bieg na 100 m       | 12,41 |
| 2017    | Mistrzostwa świata          | Londyn         | 7. H    | bieg na 100 m       | 12,18 |
| 2018    | Halowe mistrzostwa świata   | Birmingham     | 8. H    | bieg na 60 m (hala) | 7,90  |
| 2018    | Igrzyska Wspólnoty Narodów  | Gold Coast     | 7. H    | bieg na 100 m       | 12,22 |
| 2018    | Igrzyska Wspólnoty Narodów  | Gold Coast     | 7. H    | bieg na 200 m       | 24,91 |
| Źródło: |                             |                |         |                     |       |

## Rekordy życiowe
- bieg na 100 m – 11,97 (3 grudnia 2017, Brisbane)
- bieg na 200 m – 24,16 (14 grudnia 2017, Port Vila)
- bieg na 400 m – 59,41 (5 listopada 2016, Brisbane)
- sztafeta 4 x 100 metrów – 47,09 (29 marca 2014, Brisbane)

Źródło: 